# Allan McGregor
Allan James McGregor (Edimburgo, 31 gennaio 1982) è un allenatore di calcio ed ex calciatore scozzese, di ruolo portiere.

## Carriera

### Club

#### Rangers
Dal 1998 ha militato in Scottish Premier League nei Rangers.
Ingaggiato dai Rangers a 16 anni nel 1998, subì quasi subito un infortunio al polso durante un incontro del campionato giovanile che lo tenne lontano dal campo per oltre un anno; Ha debuttato in prima squadra nel febbraio 2002 in una gara di Scottish Cup contro il Forfar Athletic Nelle stagioni seguenti McGregor continuò ad essere scarsamente utilizzato, ottenendo solo sei presenze di cui due in coppa di lega e quattro in Scottish Premier League.
Nel 2004 viene mandato in prestito al St. Johnstone, mentre la stagione successiva McGregor trovò spazio al Dunfermline. Rientrato ai Rangers nell'estate 2006, sotto la guida del tecnico francese Paul Le Guen, nell'ottobre 2006 firmò il rinnovo di contratto fino al 2009.
Gioca più spesso grazie agli infortuni di Lionel Letizi e Stefan Klos. Nella partita casalinga in Coppa UEFA contro il Molde è stato il Man of the Match. A seguito di un nuovo infortunio di Letizi (in Coppa UEFA contro il Maccabi Tel Aviv), e il successivo trasferimento dello stesso al Nizza, hanno dato a McGregor il posto da titolare.
Perde la finale della Coppa UEFA 2007-2008 giocata a Manchester ad opera dei russi dello Zenit San Pietroburgo; lui era assente a causa di un infortunio subito nelle settimane antecedenti alla partita.
Successivamente ha firmato un nuovo contratto di sei anni. Dopo i problemi finanziari che affliggevano il club di Glasgow, costretto a ripartire dalla quarta serie del calcio scozzese, McGregor si svincola grazie ad un regolamento della Federazione calcistica della Scozia (SFA) e UEFA.

#### Beşiktaş
Il 26 luglio 2012 ha firmato per i turchi del Beşiktaş su un contratto biennale e debuttando in una vittoria esterna contro il Karabukspor mantenendo la porta inviolata.

#### Hull City
Il 2 luglio 2013 passa a titolo definitivo all'Hull City e firma un contratto fino al 2016.
Al debutto con la nuova maglia a Stamford Bridge contro il Chelsea ha parato un rigore al 6' minuto di gioco a Frank Lampard.

### Nazionale
McGregor è stato convocato per la prima volta in Nazionale scozzese il 30 gennaio 2007.
Il 3 aprile 2009 è stato escluso per sempre dalla Nazionale scozzese per molteplici comportamenti antisportivi insieme al capitano Barry Ferguson. Successivamente è stato richiamato dal nuovo C.T. Craig Levein per difendere la porta della Tartan Army.
Venne scelto come portiere titolare durante le partite di qualificazione a Euro 2012 a causa dell'infortunio di Craig Gordon. Si è confermato prima scelta tra i pali anche per le qualificazioni mondiali a Brasile 2014.

## Statistiche

### Presenze e reti nei club
Statistiche aggiornate al 24 maggio 2023.
| Stagione         | Squadra          | Campionato       | Campionato | Campionato | Coppe nazionali | Coppe nazionali | Coppe nazionali | Coppe continentali | Coppe continentali | Coppe continentali | Altre coppe | Altre coppe | Altre coppe | Totale | Totale |
| Stagione         | Squadra          | Comp             | Pres       | Reti       | Comp            | Pres            | Reti            | Comp               | Pres               | Reti               | Comp        | Pres        | Reti        | Pres   | Reti   |
| ---------------- | ---------------- | ---------------- | ---------- | ---------- | --------------- | --------------- | --------------- | ------------------ | ------------------ | ------------------ | ----------- | ----------- | ----------- | ------ | ------ |
| 2001-2002        | Rangers          | PL               | 2          | -1         | SC+CdL          | 1+0             | 0               | UCL+CU             | 0                  | 0                  | -           | -           | -           | 3      | -1     |
| 2002-2003        | Rangers          | PL               | 0          | 0          | SC+CdL          | 0               | 0               | CU                 | 0                  | 0                  | -           | -           | -           | 0      | 0      |
| 2003-2004        | Rangers          | PL               | 4          | -6         | SC+CdL          | 0+2             | 0               | UCL                | 0                  | 0                  | -           | -           | -           | 6      | -6     |
| 2004-gen. 2005   | St. Johnstone    | FD               | 20         | -16        | SC+CdL          | 0+1             | 0 + -3          | -                  | -                  | -                  | SCC         | 3           | -2          | 24     | -21    |
| gen.-giu. 2005   | Rangers          | PL               | 2          | -1         | SC+CdL          | 0               | 0               | -                  | -                  | -                  | -           | -           | -           | 2      | -1     |
| 2005-2006        | Dunfermline      | PL               | 22+4       | -36 + -4   | SC+CdL          | 1+4             | -4 + -6         | -                  | -                  | -                  | -           | -           | -           | 31     | -50    |
| 2006-2007        | Rangers          | PL               | 31         | -24        | SC+CdL          | 1+2             | -3 + -2         | CU                 | 8                  | -5                 | -           | -           | -           | 42     | -34    |
| 2007-2008        | Rangers          | PL               | 31         | -25        | SC+CdL          | 3+3             | -3 + -2         | UCL+CU             | 10+6               | -9 + -2            | -           | -           | -           | 53     | -41    |
| 2008-2009        | Rangers          | PL               | 27         | -21        | SC+CdL          | 3+3             | -1 + -2         | UCL                | 2                  | -2                 | -           | -           | -           | 35     | -26    |
| 2009-2010        | Rangers          | PL               | 34         | -22        | SC+CdL          | 6+0             | -7 + 0          | UCL                | 6                  | -13                | -           | -           | -           | 46     | -42    |
| 2010-2011        | Rangers          | PL               | 37         | -28        | SC+CdL          | 3+0             | -3 + 0          | UCL+UEL            | 6+2                | -6 + -3            | -           | -           | -           | 48     | -40    |
| 2011-2012        | Rangers          | PL               | 37         | -27        | SC+CdL          | 2+0             | -2 + 0          | UCL+UEL            | 2+2                | -2 + -3            | -           | -           | -           | 43     | -34    |
| 2012-2013        | Beşiktaş         | SL               | 26         | -39        | TK              | 0               | 0               | -                  | -                  | -                  | -           | -           | -           | 26     | -39    |
| 2013-2014        | Hull City        | PL               | 26         | -31        | FACup+CdL       | 3+0             | -4 + 0          | -                  | -                  | -                  | -           | -           | -           | 29     | -35    |
| 2014-2015        | Hull City        | PL               | 26         | -39        | FACup+CdL       | 0               | 0               | UEL                | 4                  | -3                 | -           | -           | -           | 30     | -42    |
| 2015-2016        | Hull City        | FLC              | 44         | -34        | FACup+CdL       | 0               | 0               | -                  | -                  | -                  | -           | -           | -           | 44     | -34    |
| 2016-gen. 2017   | Hull City        | PL               | 0          | 0          | FACup+CdL       | 0               | 0               | -                  | -                  | -                  | -           | -           | -           | 0      | 0      |
| gen.-giu. 2017   | Cardiff City     | FLC              | 19         | -21        | FACup+CdL       | -               | -               | -                  | -                  | -                  | -           | -           | -           | 19     | -21    |
| 2017-2018        | Hull City        | FLC              | 44         | -66        | FACup+CdL       | 0               | 0               | -                  | -                  | -                  | -           | -           | -           | 44     | -66    |
| Totale Hull City | Totale Hull City | Totale Hull City | 140        | -170       |                 | 3+0             | -4 + 0          |                    | 4                  | -3                 |             | -           | -           | 147    | -177   |
| 2018-2019        | Rangers          | SP               | 34         | -24        | SC+CdL          | 3+1             | -2 + -0         | UEL                | 14                 | -11                | -           | -           | -           | 52     | -37    |
| 2019-2020        | Rangers          | SP               | 27         | -18        | SC+CdL          | 2+3             | -2 + -1         | UEL                | 17                 | -15                | -           | -           | -           | 49     | -36    |
| 2020-2021        | Rangers          | SP               | 27         | -10        | SC+CdL          | 2+1             | -1 + -3         | UEL                | 12                 | -16                | -           | -           | -           | 42     | -30    |
| 2021-2022        | Rangers          | SP               | 29         | -25        | SC+CdL          | 1+1             | 0 + -3          | UCL+UEL            | 2+15               | -4 + -15           | -           | -           | -           | 48     | -47    |
| 2022-2023        | Rangers          | SP               | 24         | -26        | SC+CdL          | 4+3             | -3 + -4         | UCL                | 5                  | -18                | -           | -           | -           | 36     | -51    |
| Totale Rangers   | Totale Rangers   | Totale Rangers   | 346        | -258       |                 | 31+19           | -27 + 17        |                    | 107                | -124               |             | -           | -           | 505    | -426   |
| Totale carriera  | Totale carriera  | Totale carriera  | 573+4      | -540 + -4  |                 | 59              | -61             |                    | 111                | -127               |             | 3           | -2          | 752    | -734   |

### Cronologia presenze e reti in Nazionale
| Cronologia completa delle presenze e delle reti in nazionale ― Scozia | Cronologia completa delle presenze e delle reti in nazionale ― Scozia | Cronologia completa delle presenze e delle reti in nazionale ― Scozia | Cronologia completa delle presenze e delle reti in nazionale ― Scozia | Cronologia completa delle presenze e delle reti in nazionale ― Scozia | Cronologia completa delle presenze e delle reti in nazionale ― Scozia | Cronologia completa delle presenze e delle reti in nazionale ― Scozia | Cronologia completa delle presenze e delle reti in nazionale ― Scozia |
| Data                                                                  | Città                                                                 | In casa                                                               | Risultato                                                             | Ospiti                                                                | Competizione                                                          | Reti                                                                  | Note                                                                  |
| --------------------------------------------------------------------- | --------------------------------------------------------------------- | --------------------------------------------------------------------- | --------------------------------------------------------------------- | --------------------------------------------------------------------- | --------------------------------------------------------------------- | --------------------------------------------------------------------- | --------------------------------------------------------------------- |
| 30-5-2007                                                             | Vienna                                                                | Austria                                                               | 0 – 1                                                                 | Scozia                                                                | Amichevole                                                            | -                                                                     | 46’                                                                   |
| 20-8-2008                                                             | Glasgow                                                               | Scozia                                                                | 0 – 0                                                                 | Irlanda del Nord                                                      | Amichevole                                                            | -                                                                     | 46’ 59’                                                               |
| 19-11-2008                                                            | Glasgow                                                               | Scozia                                                                | 0 – 1                                                                 | Argentina                                                             | Amichevole                                                            | -1                                                                    |                                                                       |
| 28-3-2009                                                             | Amsterdam                                                             | Paesi Bassi                                                           | 3 – 0                                                                 | Scozia                                                                | Qual. Mondiali 2010                                                   | -3                                                                    |                                                                       |
| 11-8-2010                                                             | Solna                                                                 | Svezia                                                                | 3 – 0                                                                 | Scozia                                                                | Amichevole                                                            | -                                                                     |                                                                       |
| 3-9-2010                                                              | Kaunas                                                                | Lituania                                                              | 0 – 0                                                                 | Scozia                                                                | Qual. Euro 2012                                                       | -                                                                     |                                                                       |
| 7-9-2010                                                              | Glasgow                                                               | Scozia                                                                | 2 – 1                                                                 | Liechtenstein                                                         | Qual. Euro 2012                                                       | -1                                                                    | 88’                                                                   |
| 8-10-2010                                                             | Praga                                                                 | Rep. Ceca                                                             | 1 – 0                                                                 | Scozia                                                                | Qual. Euro 2012                                                       | -1                                                                    |                                                                       |
| 12-10-2010                                                            | Glasgow                                                               | Scozia                                                                | 2 – 3                                                                 | Spagna                                                                | Qual. Euro 2012                                                       | -3                                                                    |                                                                       |
| 9-2-2011                                                              | Dublino                                                               | Irlanda del Nord                                                      | 0 – 3                                                                 | Scozia                                                                | Amichevole                                                            | -                                                                     |                                                                       |
| 27-3-2011                                                             | Londra                                                                | Brasile                                                               | 2 – 0                                                                 | Scozia                                                                | Amichevole                                                            | -2                                                                    |                                                                       |
| 25-5-2011                                                             | Dublino                                                               | Scozia                                                                | 3 – 1                                                                 | Galles                                                                | Amichevole                                                            | -1                                                                    |                                                                       |
| 29-5-2011                                                             | Dublino                                                               | Irlanda                                                               | 1 – 0                                                                 | Scozia                                                                | Amichevole                                                            | -1                                                                    |                                                                       |
| 10-8-2011                                                             | Glasgow                                                               | Scozia                                                                | 2 – 1                                                                 | Danimarca                                                             | Amichevole                                                            | -1                                                                    |                                                                       |
| 3-9-2011                                                              | Glasgow                                                               | Scozia                                                                | 2 – 2                                                                 | Rep. Ceca                                                             | Qual. Euro 2012                                                       | -2                                                                    |                                                                       |
| 6-9-2011                                                              | Glasgow                                                               | Scozia                                                                | 1 – 0                                                                 | Lituania                                                              | Qual. Euro 2012                                                       | -                                                                     |                                                                       |
| 8-10-2011                                                             | Vaduz                                                                 | Liechtenstein                                                         | 0 – 1                                                                 | Scozia                                                                | Qual. Euro 2012                                                       | -                                                                     |                                                                       |
| 11-10-2011                                                            | Alicante                                                              | Spagna                                                                | 3 – 1                                                                 | Scozia                                                                | Qual. Euro 2012                                                       | -3                                                                    |                                                                       |
| 11-11-2011                                                            | Larnaca                                                               | Cipro                                                                 | 1 – 2                                                                 | Scozia                                                                | Amichevole                                                            | -1                                                                    |                                                                       |
| 29-2-2012                                                             | Capodistria                                                           | Slovenia                                                              | 1 – 1                                                                 | Scozia                                                                | Amichevole                                                            | -1                                                                    |                                                                       |
| 26-5-2012                                                             | Jacksonville                                                          | Stati Uniti                                                           | 5 – 1                                                                 | Scozia                                                                | Amichevole                                                            | -5                                                                    |                                                                       |
| 15-8-2012                                                             | Edimburgo                                                             | Scozia                                                                | 3 – 1                                                                 | Australia                                                             | Amichevole                                                            | -1                                                                    | 23’                                                                   |
| 8-9-2012                                                              | Glasgow                                                               | Scozia                                                                | 0 – 0                                                                 | Serbia                                                                | Qual. Mondiali 2014                                                   | -                                                                     |                                                                       |
| 11-9-2012                                                             | Glasgow                                                               | Scozia                                                                | 1 – 1                                                                 | Macedonia                                                             | Qual. Mondiali 2014                                                   | -1                                                                    |                                                                       |
| 12-10-2012                                                            | Cardiff                                                               | Galles                                                                | 2 – 1                                                                 | Scozia                                                                | Qual. Mondiali 2014                                                   | -2                                                                    |                                                                       |
| 16-10-2012                                                            | Bruxelles                                                             | Belgio                                                                | 2 – 0                                                                 | Scozia                                                                | Qual. Mondiali 2014                                                   | -2                                                                    | 61’                                                                   |
| 6-2-2013                                                              | Aberdeen                                                              | Scozia                                                                | 1 – 0                                                                 | Estonia                                                               | Amichevole                                                            | -                                                                     |                                                                       |
| 22-3-2013                                                             | Glasgow                                                               | Scozia                                                                | 1 – 2                                                                 | Galles                                                                | Qual. Mondiali 2014                                                   | -2                                                                    |                                                                       |
| 7-6-2013                                                              | Zagabria                                                              | Croazia                                                               | 0 – 1                                                                 | Scozia                                                                | Qual. Mondiali 2014                                                   | -                                                                     | 45+3’                                                                 |
| 14-8-2013                                                             | Londra                                                                | Inghilterra                                                           | 3 – 2                                                                 | Scozia                                                                | Amichevole                                                            | -3                                                                    |                                                                       |
| 15-10-2013                                                            | Glasgow                                                               | Scozia                                                                | 2 – 0                                                                 | Croazia                                                               | Qual. Mondiali 2014                                                   | -                                                                     |                                                                       |
| 28-5-2014                                                             | Londra                                                                | Scozia                                                                | 2 – 2                                                                 | Nigeria                                                               | Amichevole                                                            | -2                                                                    |                                                                       |
| 25-3-2015                                                             | Glasgow                                                               | Scozia                                                                | 1 – 0                                                                 | Irlanda del Nord                                                      | Amichevole                                                            | -                                                                     | 46’                                                                   |
| 11-10-2015                                                            | Loulé                                                                 | Gibilterra                                                            | 0 – 6                                                                 | Scozia                                                                | Qual. Euro 2016                                                       | -                                                                     |                                                                       |
| 24-3-2016                                                             | Praga                                                                 | Rep. Ceca                                                             | 0 – 1                                                                 | Scozia                                                                | Amichevole                                                            | -                                                                     |                                                                       |
| 22-3-2017                                                             | Edimburgo                                                             | Scozia                                                                | 1 – 1                                                                 | Canada                                                                | Amichevole                                                            | -1                                                                    |                                                                       |
| 23-3-2018                                                             | Glasgow                                                               | Scozia                                                                | 0 – 1                                                                 | Costa Rica                                                            | Amichevole                                                            | -1                                                                    |                                                                       |
| 27-3-2018                                                             | Budapest                                                              | Ungheria                                                              | 0 – 1                                                                 | Scozia                                                                | Amichevole                                                            | -                                                                     |                                                                       |
| 10-9-2018                                                             | Glasgow                                                               | Scozia                                                                | 2 – 0                                                                 | Albania                                                               | UEFA Nations League 2018-2019 - 1º turno                              | -                                                                     |                                                                       |
| 11-10-2018                                                            | Haifa                                                                 | Israele                                                               | 2 – 1                                                                 | Scozia                                                                | UEFA Nations League 2018-2019 - 1º turno                              | -2                                                                    |                                                                       |
| 17-11-2018                                                            | Scutari                                                               | Albania                                                               | 0 – 4                                                                 | Scozia                                                                | UEFA Nations League 2018-2019 - 1º turno                              | -                                                                     |                                                                       |
| 20-11-2018                                                            | Glasgow                                                               | Scozia                                                                | 3 – 2                                                                 | Israele                                                               | UEFA Nations League 2018-2019 - 1º turno                              | -2                                                                    |                                                                       |
| Totale                                                                |                                                                       | Presenze                                                              | 42                                                                    |                                                                       | Reti                                                                  | -48                                                                   |                                                                       |

## Palmarès

### Club

#### Competizioni nazionali
- Coppa di Scozia: 5

Rangers: 2001-2002, 2002-2003, 2007-2008, 2008-2009, 2021-2022
- Coppa di Lega scozzese: 5

Rangers: 2001-2002, 2002-2003, 2007-2008, 2009-2010, 2010-2011
- Campionato scozzese: 5

Rangers: 2002-2003, 2008-2009, 2009-2010, 2010-2011, 2020-2021